# Microserica lampungensis
Microserica lampungensis är en skalbaggsart som beskrevs av Ahrens 2003. Microserica lampungensis ingår i släktet Microserica och familjen Melolonthidae. Inga underarter finns listade i Catalogue of Life.